# Гоичелу (Бузау)
Гоичелу (рум. Goicelu) насеље је у Румунији у округу Бузау у општини Сарулешти. Oпштина се налази на надморској висини од 446 m.

## Становништво
Према подацима из 2002. године у насељу је живело 249 становника, од којих су сви румунске националности.